# Chulumani
Chulumani är en ort i Bolivia.   Den ligger i departementet La Paz, i den centrala delen av landet, 400 km nordväst om huvudstaden Sucre. Chulumani ligger 1 871 meter över havet och antalet invånare är 2 952.
Terrängen runt Chulumani är bergig åt nordväst, men åt sydost är den kuperad. Runt Chulumani är det glesbefolkat, med 11 invånare per kvadratkilometer.. Chulumani är det största samhället i trakten. 
Omgivningarna runt Chulumani är en mosaik av jordbruksmark och naturlig växtlighet.